# Ракулка
Ракулка — река в России, протекает по Красноборскому району Архангельской области. Устье реки находится в 563 км по правому берегу реки Северная Двина. Длина реки составляет 18 км.
По реке получила название ракульская роспись — русский народный промысел.

## Данные водного реестра
По данным государственного водного реестра России относится к Двинско-Печорскому бассейновому округу, водохозяйственный участок реки — Северная Двина от впадения реки Вычегда до впадения реки Вага, речной подбассейн реки — Северная Двина ниже места слияния Вычегды и Малой Северной Двины. Речной бассейн реки — Северная Двина.
Код объекта в государственном водном реестре — 03020300112103000026466.